# André Verchuren
André Verchuren (* 28. Dezember 1920 in Neuilly-sous-Clermont; † 10. Juli 2013 in Chantilly) war ein französischer Akkordeonspieler.

## Biografie
Durch seinen Vater, einen professionellen Musiker, angeleitet, kam Verchuren schon mit vier Jahren zum Akkordeonspiel. Mit sechs Jahren trat er das erste Mal öffentlich auf, und mit zwölf Jahren spielte er vor dem belgischen König Leopold.
Während des Zweiten Weltkriegs war Verchuren für den französischen Widerstand tätig. Er wurde denunziert, von der Gestapo verhaftet und in das KZ Dachau gebracht. 1997 wurde er zum Offizier der Ehrenlegion ernannt.

## Künstlerisches Schaffen
Als Künstler konnte Verchuren bemerkenswerte Erfolge erzielen. In über 10.000 Auftritten erreichte er etwa 40 Millionen Zuschauer. Darüber hinaus hat er über 70 Millionen Alben verkauft, was in seinem Genre den Weltrekord markiert.

### Diskografie (Auswahl)
- Le Petit chapeau tyrolien
- Ah! si j'étais resté célibataire
- Le Tango nous invite
- Ce soir, on va faire la java
- Le Chouchou de mon cœur
- Les Fiancés d'Auvergne (Nr.1 Hit in Frankreich 1961)
- Paris Musette (1959)(Polydor 21018 EPH)

### Filmografie
- Gueule d'ange
- 1964: Die lustigen Weiber von Tirol